# Estación Sugamo-Shinden
La estación Sugamo-Shinden (巣鴨新田 Sugamo-Shinden-teiryūjō?) de la línea Toden Arakawa, pertenece al único sistema de tranvías de la empresa estatal Toei, y está ubicada en el barrio especial de Toshima, en la prefectura de Tokio, Japón.

## Sitios de interés
- Escuela secundaria Bunkyō  del Gobierno Metropolitano de Tokio.
- Sucursal Ōtsuka de TEPCO.
- Hospital Yamaguchi.
- Escuela secundaria y media de Sugamo.
- Escuela para personas con discapacidad auditiva o sordera